# Каладжинська
Каладжинська — станиця в Лабінському районі Краснодарського краю. Центр Каладжинського сільського поселення.
Населення близько двох тисяч мешканців.
Станиця лежить на правому березі Лаби;, при злитті її складових — Великої і Малої Лаби, за 38 км південніше міста Лабінськ.